# Luciano Falcier
Luciano Falcier (Fossalta di Piave, 25 aprile 1945) è un politico italiano.

## Biografia
Già consigliere regionale in Veneto e assessore agli enti locali, è deputato della Democrazia Cristiana dal 1983 al 1987.
Dopo lo scioglimento della DC aderisce a Forza Italia, con cui viene eletto senatore della Repubblica nel collegio di Portogruaro per la XIV legislatura dal 2001 al 2006.